# Тольва (Уеска)
Тольва (ісп. Tolva, кат. Tolba) — муніципалітет в Іспанії, у складі автономної спільноти Арагон, у провінції Уеска. Населення — 175 осіб (2009).
Муніципалітет розташований на відстані близько 400 км на північний схід від Мадрида, 80 км на схід від Уески.
На території муніципалітету розташовані такі населені пункти: (дані про населення за 2009 рік)
- Альмунія-де-Сан-Лоренсо: 1 особа
- Лусас: 22 особи
- Сагаррас-Бахас: 22 особи
- Тольва: 126 осіб

## Демографія
Динаміка населення (INE ):